# NGC 3945
NGC 3945 este o galaxie lenticulară situată în constelația Ursa Mare. A fost descoperită în 1790 de către William Herschel. Se află la o distanță de 23,2 de megaparseci de Pământ.